# Rena Jōshita
Rena Jōshita (jap. 城下 麗奈, Jōshita Rena; * 2. April 1986 in der Präfektur Kanagawa) ist eine ehemalige japanische Hürdenläuferin, die sich auf die 100-Meter-Distanz spezialisiert hat.

## Sportliche Laufbahn
Erste internationale Erfahrungen sammelte Rena Joshita im Jahr 2004, als sie bei den Juniorenasienmeisterschaften in Ipoh in 14,34 s den sechsten Platz über 100 m Hürden belegte. 2010 nahm sie an den Asienspielen in Guangzhou teil und gelangte dort bis ins Finale, in dem sie aber nicht mehr an den Start ging. Im Jahr darauf bestritt sie bei den Japanischen Meisterschaften in Kumagaya ihren letzten offiziellen Wettkampf und beendete daraufhin ihre aktive sportliche Karriere im Alter von 25 Jahren.

## Persönliche Bestleistungen
- 100 m Hürden: 13,25 s (+1,9 m/s), 5. Juni 2010 in Marugame